# Jonas von Königswarter
Pour les articles homonymes, voir Koenigswarter.
Pour les autres membres de la famille, voir Famille von Königswarter.
Le baron Jonas von Königswarter (10 août 1807, Francfort-sur-le-Main - 23 décembre 1871, Vienne), est un banquier autrichien.

## Biographie
Königswarter était à la tête d'une banque à Vienne et directeur de la Oesterreichische Nationalbank.
Il est président de la Communauté juive de Vienne de 1868 à 1871.
Il est élevé à la noblesse autrichienne en 1860, puis créé baron héréditaire en 1870.
Il se fait construire le palais Königswarter (de) à Vienne.
Marié à sa cousine Joséphine Königswarter (1811-1861), sœur du baron Maximilien de Koenigswarter (1817-1878), il est le père de Moritz von Königswarter.

## Sources
- (de) Cet article est partiellement ou en totalité issu de l’article de Wikipédia en allemand intitulé « Jonas von Königswarter » (voir la liste des auteurs).
- Hans Jaeger, « Königswarter, Jonas Freiherr von», in Neue Deutsche Biographie (NDB), 1980
- Salomon Wininger, ' 'Große Jüdische National-Biographie